# Hiromasa Suguri
Hiromasa Suguri (født 29. juli 1976) er en tidligere japansk fodboldspiller.
Han har spillet for flere forskellige klubber i sin karriere, herunder Consadole Sapporo og Sagan Tosu.